# Someone to Watch Over Me (episodio de ALF)
Someone to Watch Over Me, llamado Que Dios me cuide en España y Alguien que me cuide en Hispanoamérica es un episodio de dos partes de la serie ALF donde ALF y Willie vigilan la casa de los Ochmonek.

## Sinopsis

### Primera parte
Los Ochmoney son robados junto con varios vecinos que organizan una junta de vecindad para poder salvarse del ladrón, Willie acepta ser centinela. ALF le pide que le permita vigilar a él también pero Willie contesta que no porque se enterarían, ALF contesta que no podrían notarlo: unos cambios en el moduladór de voz lograrían que la voz de ALF sonará como la suya, Willie le dice que no pero este modula la voz igual, hace como que es Willie durante dos días e insulta a varios vecinos que van a casa de los Tanner a quejarse, Willie le dice a ALF que no puede volver a ser el sentinela y ALF se queda solo en la cochera.
Esa noche ve a un extraño entrando por la ventana de los Ochmoney y trata de llamarlos pero estos salieron y la policía no le cree, aunque cuando ALF entra para evitar el robo es cuando los policías le creen y van a la casa pensando que ALF es el ladrón. La primera parte concluye con ALF gritando: "Mother!/¡Mamá!".

### Segunda parte
Al comienzo de la segunda parte, ALF, atrapado en casa de los Ochmonek, pide una pizza con doble queso para comer fingiendo ser cinco ladrones al mismo tiempo con un cambio de voz los policías piden la pizza pero cuando llega, ellos y algunas personas y los periodistas se la comen, ALF llama a Willie para avisarle y él decide ir a la casa de los Ochmonek para rescatarlo.
Convenciendo a varios policías de entrar a la casa de los Ochmonek, Willie llega y esconde a ALF en la ropa sucia y luego dice a los Ochmonek que la va a lavar para poder llevarse a ALF. Al final ALF termina perdonado y querido por su familia
- Datos: Q6131967